# Матильда I (танк)
Пехотный танк Mk.I «Матильда I» (англ. Infantry Tank Mk.I «Matilda I»), A11 — британский лёгкий пехотный танк 1930-х годов. Чаще всего называется «Матильда I», чтобы отличить от более распространённого танка Mk.II «Матильда II», обычно именуемого без цифрового индекса.

## История разработки
Разработка танка началась в 1935 году под руководством
Джона Кардена на фирме Викерс-Армстронг. Генштаб требовал, чтобы танк был дёшев и мог производиться из коммерчески доступных компонентов. В результате получился маленький двухместный танк с низким корпусом и небольшой литой башней. Единственным вооружением служил пулемёт Виккерс калибра .303 или крупнокалиберный Виккерс .50.
Использовался стандартный V-образный 8-цилиндровый карбюраторный двигатель от Форд V8 и коробка передач Фордзон. Ходовая часть была модификацией подвески лёгкого танка Vickers Mk E — сблокированная по четыре, на полуэллиптических рессорах.
В соответствии с британской концепцией применения танков, предназначалась для поддержки пехоты. Танк имел отличную броневую защиту при невысокой скорости. Артиллерийского вооружения не имел, что позднее было признано ошибкой. Несмотря на явную слабость вооружения, танк сыграл важную роль на начальном этапе Второй мировой войны (см. ниже ).
В апреле 1938 года Vickers-Armstrongs был выдан заказ на выпуск 60 танков, получивший обозначение Infantry Tank Mk.I (WD T.3433 — T.3492). В конце апреля было заказано ещё 60 танков второй партии (WD T.5551 — T.5610). Наконец, в январе 1939 года, был получен последний заказ на 19 танков (WD T.8101 — T.8119).
К 1 сентября 1939 года было изготовлено 67 танков. До конца года собрали ещё 39. В первом квартале 1940 года выпустили 19, во втором — 12 и до сентября сдали последние 2 машины.
С 1938 по 1940 год было изготовлено 139 экземпляров.

## Боевое применение
Танками «Матильда» оснастили 4-й и 7-й батальоны Королевского танкового полка. В сентябре 1939 года после начала Второй мировой войны, 4-й танковый полк вошёл в состав британских экспедиционных сил во Франции. В начале мая 1940 была образована 1-я армейская танковая бригада в составе 1-го и 7-го танковых полков. Не считая лёгких танков в составе пехотных дивизий, это была единственная британская танковая часть на континенте в начале битвы за Францию. 21 мая 1940 года 58 танков «Матильда I» и 16 танков «Матильда II» в ходе контрнаступления в битве при Аррасе остановили продвижение 7-й танковой дивизии под командованием Роммеля.. Стандартная немецкая 37 мм противотанковая пушка оказалась бессильной против брони британских танков; продвижение англичан было остановлено лишь с помощью импровизированной линии защиты из 105-мм гаубиц и 88-мм зенитных орудий, которой руководил лично Роммель.
23 мая 7-й танковый полк вёл арьергардные бои в районе Суше, после чего отошли в район Дюнкерка. Уцелевшие танки были объединены в сводный отряд, который нанёс контрудар в направлении Ла Басе. В Дюнкерк вернулись только два танка уже на заключительной стадии операции «Динамо»..
Во время эвакуации британских войск почти все «Матильды I» были оставлены во Франции, а немногочисленные уцелевшие танки применялись впоследствии в качестве учебных.